# アストゥリエス・ブロック
アストゥリエス・ブロック（アストゥリアス語: Bloque por Asturies、BA）はスペインアストゥリアス州の政党で、アストゥリアス・ナショナリズムと左翼主義を掲げる。2012年にアストゥリエス・ナショナリスト連合（UNA）との間で協定を締結、政党連合コンプロミス・ポル・アストゥリエスを結成した。
アストゥリアス語の公用語化を目的とする公用語化のための開放評議会の結成に参画した。その書記長にはロベルト・コルンガ・フェルナンデスが、スポークスマンには2003年-2007年の州議会の間アストゥリアス州振興協力局の局長職にあったラファエル・パラシオス・ガルシーアが就任した。

## 党史
その起源はアストゥリエス・ナショナリズムを掲げる左派政党アンデチャ・アストゥールの分裂と、政党連合アストゥリエス左翼ブロックの構成メンバーと無所属ナショナリストによるアストゥリエス左翼ナショナリストである。2003年の自治州選挙に参加するために設立され、統一左翼（IU）と選挙連合を形成した。選挙後統一左翼と社会労働党（PSOE）との間で合意が成立、州政権に加わることとなった。
2004年の総選挙では、統一左翼との選挙連合を維持し、59,253票（8.42%）を獲得したものの、議席獲得には至らなかった。2007年の自治州選挙では、引き続き統一左翼との選挙連合を構成し、またアストゥリアス緑の党も加わり、選挙連合全体で58,114票（9.7%）、4議席を獲得、アストゥリエス・ブロックは1議席を得た。2008年の総選挙においても同選挙連合で望み49,936票（7.17%）を獲得、2004年での得票を下回った。
統一左翼と社会労働党との間での合意により、2003年から2007年の間自治州政府に参画した。2007年の自治州選挙後、当初社会労働党は少数与党として政権を運営することとなったが、翌2008年には統一左翼と再度協定を結び、BAは再び政権与党となった。 

### 統一左翼との連合解消
2007年から2011年の自治州議会において、統一左翼＝緑の党（IU-LV）がPSOEによって提案された計画を支持することを確約した協定を反故にしたことによりIU-LVとの協力関係が破綻したのちには混合グループ会派に属すこととなり、同会派では唯一の政党であった。

### コンプロミス・ポル・アストゥリエス
2011年2月、同年5月に行われる自治州議会選挙において、BAとアストゥリエス・ナショナリスト連合（UMA）が選挙連合を組み、自治政府首班候補としてBA代表のラファエル・パラシオスを推すことを発表した。
2011年の自治州選挙は、当初の予想には及ばなかったものの同州の左翼ナショナリストの選挙連合にとって今までにない最高の結果をもたらした。全州において6,337票（全有効投票の1.05%）の得票であった。同時に行われた自治体選挙では、アストゥリエス・ナショナリスト連合と選挙連合を結成し、5,460票を獲得、2議席を得た。
翌2012年の自治州選挙では緑の党（Los Verdes-Grupo Verde）を選挙連合に加えた。ラファ・パラシオスを州首班候補としたアストゥリエス・ブロック-UNA-LV-GVによる選挙連合、コンプロミス・ポル・アストゥリエスは1,639票（0.32%）の得票に終わった。
2012年6月23日アストゥリエス・ブロックとアストゥリエス・ナショナリスト連合は無所属の個人を加えて結集することに合意し、政党連合コンプロミス・ポル・アストゥリエスを結成した。